# Língua kembra
Kembra é uma língua Pauwasi do Sul falada em Nova Guiné Ocidental por cerca desomente vinte pessoas na vila de Kiambra, distrito de Kaisenar, Regência Keerom Regency É usado por entre 20% e 60% da população étnica e não é mais transmitido às crianças.

## Classificação
A documentação inicial foi realizada por Barnabas Konel e Roger Doriot. Os dados de Kembra permanecem inéditos nas notas de campo de Konel e Doriot.
Foley (2018) observa que Kembra tem algumas formas lexicais semelhantes a Lepki, mas não Murkim, sugerindo empréstimo lexical entre Kembra e Lepki, mas não Murkim. Isso reforça a possibilidade de Kembra estar relacionado com as línguas Lepki–Murkim, ainda dependente de mais evidências. Com mais dados, Usher (2020) conseguiu verificar a conexão.

Kembra é classificada pela UNESCO como criticamente ameaçada de extinção

## Fonologia
Kembra é uma língua tonal, como mostrado pelo seguinte exemplo de par mínimo.:464
- yá 'porco'
- yà 'fogo, árvore'

## Vocabulário básico
Vocabulário básico de Kembra listado em Foley (2018):
| brilho    | Kembra  |
| --------- | ------- |
| 'pássaro' | tra     |
| 'sangue'  | nil     |
| 'osso'    | ka      |
| 'comer'   | ɲəm     |
| 'ovo'     | traləl  |
| 'olho'    | yi      |
| 'fogo'    | sim     |
| 'dar'     | lokwes  |
| 'terreno' | para    |
| 'cabelo'  | ainda   |
| 'eu'      | mu      |
| 'perna'   | kla     |
| 'piolho'  | nim     |
| 'homem'   | taxa    |
| 'nome'    | kia     |
| 'um'      | kutina  |
| 'ver'     | yam     |
| 'pedra'   | isi     |
| 'sol'     | ota     |
| 'dente'   | pa      |
| 'árvore'  | sim     |
| 'dois'    | kais    |
| 'água'    | er      |
| 'nós'     | utuas   |
| 'você '   | amagrei |
| 'vocês '  | robkei  |

## Sentences
Kembra tem ordem de palavras SOV, e também parece ter negação bipartida como em [[língua abun e em frencês. Apenas várias frases foram eliciadas por Konel (s.d.), que são citadas abaixo de Foley (2018).
|pei yá por ɲəm |cão porco preto come |'O cachorro comeu o porco preto.
|mu ipei ɲəm |1SG noz de bétel comer |'Estou mascando noz de bétel.'
|mu pei te-iya-mo |1SG cachorro ?-ver-TNS |'Eu vejo o cachorro.'
|mu ipei abi-nyi koto |1SG nos de bétel NEG-comer NEG |'Você não comeu noz de bétel.'
|mu pei abi-(i)ya koto |1SG cachorro NEG-veja NEG |'Eu não vi o cachorro.’ 